# Operação Blacklist Forty
A Operação Blacklist Forty (Lit. "Operação Lista Negra Quarenta") foi o codinome da ocupação da Coreia pelos Estados Unidos entre 1945 e 1948. Após o fim da Segunda Guerra Mundial, as forças dos EUA desembarcaram dentro da atual Coreia do Sul para aceitar a rendição dos japoneses, e ajudar a criar um governo coreano independente e unificado com a ajuda da União Soviética, que ocupou a atual Coreia do Norte. No entanto, quando este esforço se revelou infrutífero, os Estados Unidos e a União Soviética estabeleceram ambos os seus próprios governos amigos, resultando na actual divisão da Península Coreana.  

## Prelúdio
A divisão da Coreia em zonas de ocupação foi proposta em agosto de 1945, pelos Estados Unidos à União Soviética, após a entrada desta última na guerra contra o Japão. O paralelo 38 norte foi escolhido para separar as duas zonas de ocupação em 10 de agosto por dois oficiais norte-americanos, Dean Rusk e Charles Bonesteel, trabalhando em curto prazo e com poucas informações sobre a Coreia. Os seus superiores endossaram a linha de partilha e a proposta foi aceita pelos soviéticos. Os americanos esperavam estabelecer um governo representativo que apoiasse a política americana na região, e os soviéticos esperavam estabelecer outra nação comunista amigável aos seus interesses.   

## Ocupação

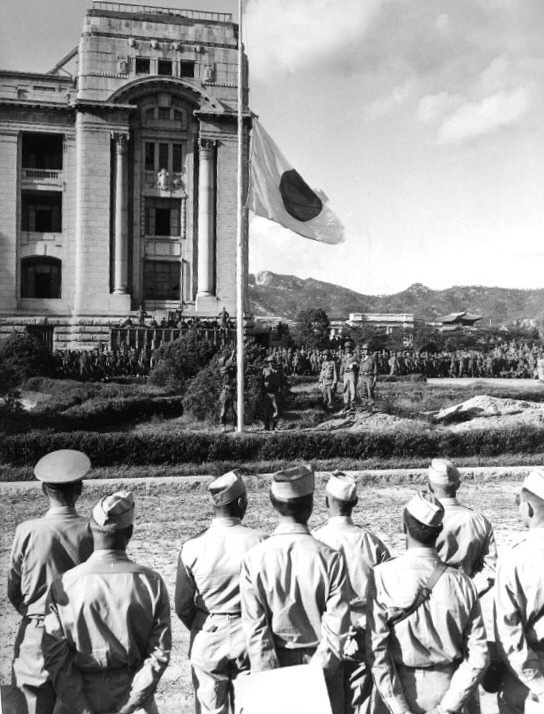
A cerimônia de hasteamento da bandeira em Seul durante a rendição oficial japonesa da Coreia em 9 de setembro de 1945

A força de ocupação americana composta por 45.000 homens do XXIV Corpo de Exército do Exército dos Estados Unidos. A primeira força americana a chegar à Coreia foi um pequeno grupo avançado que pousou no campo de aviação Kimpo, perto de Seul, em 4 de setembro de 1945. Outro pequeno grupo avançado, composto por quatorze homens da 7ª Divisão de Infantaria, navegou para Incheon em 8 de setembro, e o desembarque principal começou no dia seguinte. Segundo o autor Paul M. Edwards, o governo dos Estados Unidos tinha pouco interesse na Coreia, e confiava no general Douglas MacArthur, que estava no comando da ocupação do Japão, para tomar a maior parte das decisões do pós-guerra. MacArthur, no entanto, já estava "sobrecarregado" com o trabalho que precisava ser feito no Japão, então ordenou ao comandante da Operação Lista Negra Quarenta, tenente-general John R. Hodge, que mantivesse uma ocupação "dura" da Coreia. Hodge estabeleceu seu quartel-general no Bando Hotel em Seul, estabeleceu um governo militar, declarou o inglês como a língua oficial da Coreia e iniciou o processo de construção de um governo coreano independente e amigável aos Estados Unidos.   
Hodge era considerado um grande comandante no campo de batalha, mas um péssimo diplomata. Não há dúvida de que ele não gostava dos coreanos e ignorava sua cultura e como ela diferia da dos japoneses. Como resultado, Hodge cometeu muitos erros, incluindo emitir uma ordem aos seus homens para "tratar os coreanos como inimigos". Além disso, devido à escassez de mão de obra, Hodge permitiu que a antiga força policial japonesa permanecesse em serviço para controle de multidões e trabalhos semelhantes. Ele também manteve o governo colonial japonês, pelo menos inicialmente, até encontrar substitutos americanos adequados. No entanto, após uma reclamação do povo coreano, o governo militar americano em Tóquio removeu oficialmente a Coreia do controle político e administrativo do Japão em 2 de outubro de 1945. Assim, os administradores japoneses foram afastados do poder, embora muitos tenham sido doravante empregados como conselheiros dos seus substitutos americanos. Edwards diz que a contribuição mais significativa do General Hodge para a ocupação foi o alinhamento do seu governo militar com o da rica facção anticomunista da Coreia e a promoção de homens que anteriormente tinham colaborado com os japoneses a posições de autoridade.   
Um bom símbolo de como foi globalmente a ocupação militar dos EUA na Coreia do Sul foi quando Hodge e o Governo Militar do Exército dos Estados Unidos na Coreia (USAMGIK) criaram a Assembleia Legislativa Provisória da Coreia do Sul em Dezembro de 1946. Esta assembleia deveria formular projectos de lei a serem usados como "base para reformas políticas, económicas e sociais". Contudo, a facção política de esquerda, consolidada sob o Partido dos Trabalhadores Sul-Coreano, ignorou a assembleia e recusou-se a participar. O Partido Democrático da Coreia da facção conservadora, apoiado por proprietários de terras e proprietários de pequenos negócios, também se opôs à assembleia porque os seus principais líderes foram excluídos dela pelo USAMGIK. O problema era que, embora muitos dos 45 membros da assembleia fossem conservadores, a maioria dos membros foi nomeada pelo moderado Kim Kyu-sik, que era o vice-presidente do Governo Provisório da República da Coreia (este era o governo maioritariamente moderado). instituição criada em 1919 durante a era da Coreia ocupada pelos japoneses com o objetivo final de entregar a independência à Coreia na forma de uma república) e foi a escolha de Hodge para liderar uma futura Coreia do Sul independente. Infelizmente, Kim não era carismático e não conseguiu inspirar nem a esquerda nem a direita a apoiá-lo. 
O autor E. Takemae diz que as forças americanas foram saudadas como ocupantes e não como libertadores. Ele também diz que os americanos tinham mais consideração pelos japoneses do que pelos coreanos, devido à formação militar dos primeiros, e apreciavam o conhecimento e as habilidades administrativas japonesas, que não encontraram entre os coreanos. No final das contas, os americanos descobriram que era mais fácil lidar com as autoridades japonesas no que diz respeito ao tratamento da Coreia, em vez de lidar diretamente com as muitas facções políticas diferentes da Coreia. De acordo com Takemae; "[A]os olhos de muitos coreanos, os americanos eram tão ruins quanto os japoneses." 

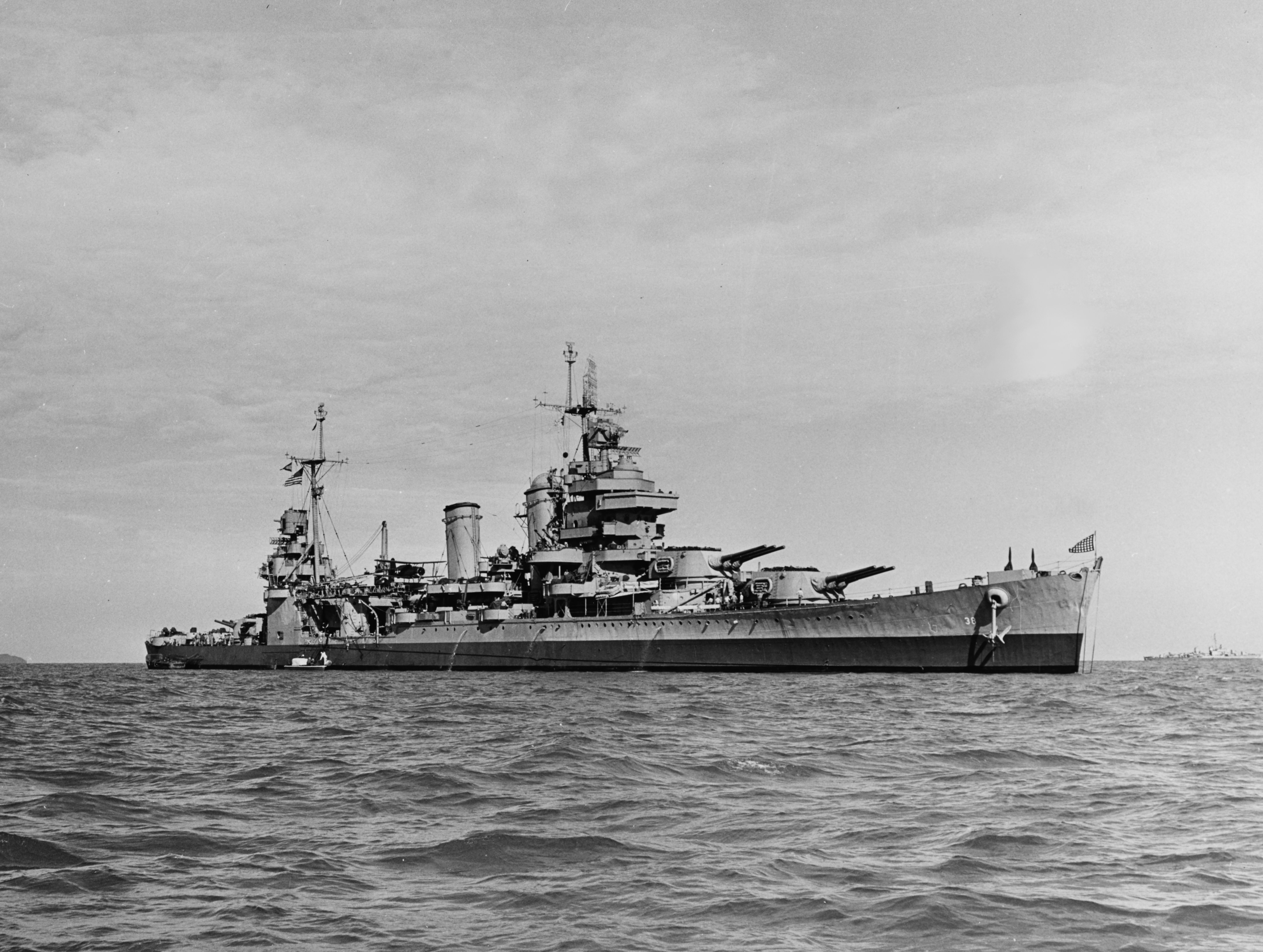
USS San Francisco na costa coreana em 28 de setembro de 1945

Os preparativos para a retirada das forças americanas e soviéticas da Península Coreana não poderiam começar até que os Estados Unidos e os soviéticos concordassem em estabelecer um governo coreano unificado, favorável aos interesses de ambas as nações. Contudo, os soviéticos recusaram-se a aceitar qualquer ideia que não envolvesse a criação de um Estado comunista e, portanto, as negociações foram infrutíferas. Como resultado deste desacordo, os Estados Unidos enviaram a “questão coreana” às Nações Unidas (ONU). A ONU concordou em aceitar o desafio em Setembro de 1947 e procedeu à concessão de eleições aos coreanos supervisionadas pela ONU. A União Soviética, no entanto, deixou claro que qualquer decisão tomada pela ONU só se aplicaria à parte da Coreia a sul do paralelo 38, e que qualquer coisa a norte do paralelo seria determinada por ela própria ou pela nova República Popular Democrática do Coreia (Coreia do Norte). No entanto, as eleições foram realizadas, e o líder coreano exilado, Syngman Rhee, foi empossado presidente da nova República da Coreia (Coreia do Sul) em 24 de julho de 1948.  
As ocupações americana e soviética da Coreia terminaram logo depois, deixando a península coreana dividida. De acordo com Edwards, a maioria dos americanos ficou feliz por ter partido. Em 1950, a Coreia, ou os assuntos do Extremo Oriente em geral, tornaram-se de tão pequena importância para os americanos que, em 5 de janeiro de 1950, o presidente Harry S. Truman disse que não interviria no confronto entre os comunistas chineses e os nacionalistas em Taiwan, ou no continente chinês, e sete dias depois o secretário de Estado Dean Acheson disse que "a Coreia estava agora fora da esfera de influência americana". Apesar disso, os Estados Unidos e a Coreia do Sul assinaram um pacto de assistência militar em 26 de janeiro de 1950, mas apenas US$ 1.000 em fios de sinal haviam chegado ao país no momento da eclosão da Guerra da Coreia em 25 de junho de 1950. 